# Munseyella reticulosa
Munseyella reticulosa is een mosselkreeftjessoort uit de familie van de Pectocytheridae. De wetenschappelijke naam van de soort is voor het eerst geldig gepubliceerd in 1988 door Ruan.